# 细胞分裂 (游戏)
《湯姆克蘭西之縱橫諜海》是一款由育碧蒙特利尔開發、育碧發行的2002年隐蔽类游戏，也是细胞分裂系列的第一款作品。本遊戲由作家湯姆·克蘭西擔任創意顧問，劇情講述了美国国家安全局黑色行動特工山姆·費雪（由麥可·艾朗賽德配音）的各種行動。遊戲的靈感來自《潛龍諜影系列》和Looking Glass Studios開發的遊戲，並使用虚幻引擎2.0打造。
本作最初於2002年作為Xbox平台獨佔遊戲發行，隔年移植到Microsoft Windows、PlayStation 2、GameCube和Mac OS X平台。Gameloft也在2003年開發了一款橫向卷軸版本，在Game Boy Advance、手機和N-Gage平台上發行（後者還冠上了「團隊潛行動作」的副標題）。2011年9月在PlayStation 3平台推出了一款重製的高畫質版本，2019年6月Xbox One也透過向下兼容功能提供了這個版本。
《縱橫諜海》推出後獲得了評論界的一致好評，被認為是有史以來最佳的電子遊戲之一。本作的成功促成了多部續作，從2004年的《縱橫諜海：混沌理論》開始，還衍生出一系列以筆名David Michaels創作的小說。目前育碧多倫多工作室正在開發《縱橫諜海》的重製版。

## 遊戲玩法
《縱橫諜海》的遊戲玩法主要特色和核心是隱蔽行動，非常重視光線和黑暗的變化。只要有可能，遊戲鼓勵玩家盡量在陰影中移動以躲避敵人的視線。遊戲畫面中會顯示一個「光線指示器」，反映出玩家角色對敵人的可見程度。玩家可使用夜視鏡和热成像仪鏡頭分別在黑暗或煙霧中導航。即使在難以判斷環境中光線多寡的情況下(例如使用夜視鏡或紅外線鏡頭時)，光線指示器仍能發揮作用。玩家可破壞光源，大幅降低暴露的機率。某些攝影機也可被射擊並關閉，但裝甲式監視器則是防彈的。
《縱橫諜海》非常鼓勵玩家使用隱蔽戰術，而非蠻力對抗。雖然山姆·費雪通常配備有槍械，但他攜帶的彈藥有限，也不常有機會補充。玩家在大多數任務開始時，除了致命性武器之外，還會有少量非致命性武器。每個任務都會配備一把裝抑制器的FN Five-seveN手槍，在部分任務中還有同樣裝消音器的FN F2000突擊步槍，它配有瞄准镜和一個發射器，可發射一些非致命性武器，例如環狀飛鏢、「黏性電擊器」和CS催淚瓦斯榴彈。這把武器甚至可發射一個能黏在表面上的微型攝影機，讓費雪能在安全區域祕密執行監視任務。
移動的靈活性是《縱橫諜海》的一大重點。費雪可從背後潛行接近敵人並擒拿他們，進行審問、悄悄制服，或當作人質。費雪動作靈活，身手矯捷，能做出各種高難度動作，包括攀爬岩架和管線、懸掛在管子上，以及在狹窄空間做「劈腿跳」，爬上陡峭的牆壁。

## 劇情
2004年8月，前美國海豹部隊官員山姆·費雪加入國家安全局新成立的「第三梯隊」部門，由他的老友歐文·蘭伯特領導。兩個月後，在技術專家安娜·格林斯多提爾和外勤人員弗農·威爾克斯的協助下，費雪被派往格鲁吉亚調查兩名中央情报局官員失蹤的案件。其中一人被安插進格魯吉亞總統康拜恩·尼古拉澤的新政府，尼古拉澤在前任總統遇刺後透過一場不流血的政變奪取政權;另一人則是在第一人失蹤後被派去尋找他。費雪發現，他們倆都是在尼古拉澤的命令下，被前特種部隊成員維亞切斯拉夫·葛林科殺害，因為他們發現格鲁吉亚正在阿塞拜疆進行祕密的種族清洗行動。在將這件事公諸於世後，北大西洋公约组织部隊進入阿塞拜疆與之對抗，迫使尼古拉澤轉入地下活動。
第三梯隊很快發現，裏海一處油井平台和喬治亞總統府之間正在交換數據。費雪攔截了這些數據，發現了一個名為「方舟」的物品相關訊息，以及中情局內部有間諜的證據。不久後，針對軍事目標的大規模網絡戰攻擊襲擊了北美，尼古拉澤聲稱對此負責，並向美國及其盟友宣戰。為了調查情報洩露，費雪潛入中央情报局總部，發現一名工作人員將數據備份到了一台不安全的筆記型電腦上。他逮捕了這名背叛的員工，對方解釋說，這台筆記型電腦後來被格鲁吉亚控制的科技公司Kalinatek位於弗吉尼亚州的網路設施利用了。在格林斯多提爾試圖入侵他們的伺服器、引起他們警覺後，費雪被派去從大樓的一名技術人員手中奪取加密金鑰，趕在格鲁吉亚僱用的俄羅斯黑手黨試圖消滅所有犯罪證據之前。在逃脫的過程中，威爾克斯為了掩護他而身負重傷，不久後不治身亡。
有了加密金鑰，國家安全局發現尼古拉澤一直在使用一個非常規的中繼網路與格鲁吉亚軍事小組通訊。他們追蹤整個中繼網路，發現源頭來自缅甸仰光的中國大使館。費雪被祕密派去調查，發現尼古拉澤正與中國將軍孔飛龍合作，向他提供核廢料，以換取武器和彈藥。擔心這可能導致中美兩國開戰，費雪在這些俘虜透過網路直播被處決前，在一間屠宰場營救被俘的美軍士兵。在營救過程中，他遇到了一些位高權重的中國外交官，他們透露孔飛龍的行為有悖於中國的最佳利益。葛林科當時也在屠宰場，試圖殺死費雪，但在費雪保護人質的過程中喪命。費雪開始著手擒獲孔飛龍，一方面從他口中得知尼古拉澤的下落，另一方面向中國政府揭發他的流氓行為。在阻止他酒後自殺後，費雪用槍逼他登入電腦，從中獲得的數據顯示，尼古拉澤已逃回格鲁吉亚，準備啟動「方舟」。
費雪潛入尼古拉澤所在的喬治亞總統府，總統府內還有新任總統瓦拉姆·克里斯塔維。費雪試圖奪回方舟的鑰匙，此時他得知方舟其實是一枚已被放置在美國某處的核手提箱炸彈。費雪將尼古拉澤逼入絕境，尼古拉澤提出用方舟鑰匙交換安全離開格鲁吉亚的條件。在克里斯塔維的部隊抵達、護送尼古拉澤離開後，蘭伯特透過製造停電狀況為費雪解困，使他免於被處決。得知尼古拉澤以交出方舟的位置為條件尋求庇護，費雪在蘭伯特的命令下暗殺了他。美國國民警衛隊最終在马里兰州一處公寓大樓內找到炸彈，並在疏散居民、假裝處理瓦斯外洩後秘密回收炸彈。雖然戰爭得以避免，但尼古拉澤的屍體引發了國際社會的強烈反彈，因為他的死亡過程疑點重重。費雪一邊看著美國總統就這場危機的結束發表講話，一邊接到蘭伯特打來的加密電話，告知他下一個任務。

## 開發過程
這款遊戲最初開始開發時，是一款名為《The Drift》的科幻詹姆士·龐德式遊戲，育碧原本打算讓它成為「《潛龍諜影2 自由之子》殺手」。遊戲製作人馬蒂厄·費蘭德表示:「《潛龍諜影》對《縱橫諜海》有巨大的啟發。」遊戲設計師兼編劇克林特·霍金也表示，《縱橫諜海》「的存在要歸功於」潛龍諜影系列，同時他也指出自己受到了《網路奇兵》、《神偷：暗黑计划》和《杀出重围》的影響。
由於開發團隊的目標是獲得娛樂軟件分級委員會的「T」(少年)級別評級，因此他們努力將暴力程度降到最低。遊戲的配樂由英國作曲家麥可·理查·普勞曼創作。

### 版本差異
Windows PC版的《縱橫諜海》與原版Xbox版本非常接近，兩者都是由育碧蒙特婁工作室製作。後來發行的GameCube和PlayStation 2版本由上海育碧開發，彼此之間很相似，但與原版相比有許多小改變，導致遊戲整體難度降低。例如一些門的位置被移動，守衛不太可能注意到槍聲等。
每個版本都有一些獨家內容。Xbox和Windows版有三個涉及一艘俄羅斯核潛艇的全新可下載任務。PlayStation 2版在Kalinatek和中國大使館之間增加了一個在科拉半島核電廠中的獨家關卡，還有新的過場動畫，包括一段由布拉格交響樂團演奏原創音樂的新開場動畫，以及許多關於新開場和遊戲本身的幕後訪談和紀錄片。GameCube版包含相同的過場動畫，使用Game Boy Advance連接線為玩家提供即時俯瞰地圖，還有一種新的黏彈武器，並支援逐行扫描(480p)。此外，GameCube和PlayStation 2版都新增了望遠鏡道具。Windows版還支援创新科技的EAX 3.0 ADVANCED HD 3D音效技術，這項技術適用於基於EMU10K2處理器的音效卡，如Sound Blaster Audigy和Audigy 2系列。
PlayStation 3版本曾宣布將作為《縱橫諜海三部曲》的一部分，於2011年9月發行，屬於Sony的Classics HD系列。PlayStation官方部落格透露，PS3版將移植自PC版，因為它比PlayStation 2版有更多細節和內容。該版本於2011年8月10日在歐洲PlayStation Network上發行。PlayStation 3版不包括Xbox和PC版擁有的可下載附加任務。

## 迴響
《縱橫諜海》在發行時獲得了正面評價。GameSpot的格雷格·卡萨文表示，《縱橫諜海》「擁有迄今為止在任何遊戲中看到的最佳燈光效果，這一點毋庸置疑。」GameSpot後來將《縱橫諜海》評為2002年11月Xbox平台第二佳遊戲，僅次於《機甲戰士》。IGN同樣稱讚了遊戲的圖像和光影效果，也讚揚了它如何讓潛龍諜影的第三人稱隱蔽動作玩法更上一層樓。兩者都稱讚了遊戲的音效，指出麥可·艾倫賽德飾演山姆·費雪一角的配音非常完美。AllGame的史考特·艾倫·馬瑞歐特給了Xbox版四顆半星(滿分五顆星)，並稱其為「少數幾款不用求助於《生化危機系列》等生存恐怖游戏中常見的嚇人技巧，就能引發玩家緊張感的遊戲之一」。
該遊戲也受到一些批評。格雷格·卡萨文表示，《縱橫諜海》「有時會淪為令人沮喪的反覆試誤。」此外，卡萨文還批評了遊戲的過場動畫，認為它們與遊戲其他部分的圖像質量不相上下。
非遊戲類出版物也給了這款遊戲好評。《娱乐周刊》給Xbox版本打出了A評分，並稱其「非常有創意」。《村聲》給PlayStation 2版本打出八分(滿分十分)，並表示:「如果這款遊戲再逼真一點，你恐怕得憋著不放屁了。」《辛辛那提詢問報》給Game Boy Advance版本打出滿分四顆星，並表示:「雖然它缺乏前作中令人印象深刻的3D圖像和光影效果，但這款隱蔽動作遊戲仍然抓住了現代間諜活動的刺激之處。」

### 銷售情況
《縱橫諜海》在商業上非常成功。預購量達到110萬份，上市三週後，2002年底之前全球銷量達48萬份。在最初三週內，法國就佔了6萬份。2003年1月初，北美的銷量已超過100萬份，歐洲則佔60萬份。截至2003年3月31日，銷量已升至360萬份。到了6月，《縱橫諜海》的銷量達到450萬份，9月底達到500萬份，2004年3月底更達到600萬份。截至2006年7月，僅在美國，Xbox版的《縱橫諜海》就已售出240萬份，獲利6200萬美元。Next Generation將其列為2000年1月至2006年7月期間在美國發行的PlayStation 2、Xbox或GameCube平台遊戲銷量排行榜第10名。截至2006年7月，它仍然是美國最暢銷的縱橫諜海遊戲。
該遊戲的PlayStation 2和Xbox版本均獲得娛樂和休閒軟件發行商組織(ELSPA)頒發的「白金」銷售獎，該獎項頒發給在英國銷量至少達30萬份的遊戲。《縱橫諜海》的電腦版獲得了ELSPA的「銀」銷售獎，表明其在英國的銷量至少達10萬份。

### 獲獎情況
| 年分 | 單位               | 獎項名稱                         | 類別                                                                           | 結果 | ref     |
| ---- | ------------------ | -------------------------------- | ------------------------------------------------------------------------------ | ---- | ------- |
| 2002 | E3                 | 游戏评论家奖                     | 最佳動作/冒險遊戲                                                              | 獲獎 | [ 107 ] |
| 2002 | 遊戲開發者大會     | 第三屆游戏开发者选择奖           | 卓越編劇獎                                                                     | 獲獎 | [ 108 ] |
| 2002 | 遊戲開發者大會     | 第三屆游戏开发者选择奖           | 年度遊戲 年度原創遊戲角色 遊戲設計卓越獎 關卡設計卓越獎 程式設計卓越獎         | 提名 | [ 108 ] |
| 2002 | 互动艺术与科学学会 | 第六屆互動成就獎                 | 年度主機遊戲 遊戲工程傑出成就獎                                                | 獲獎 | [ 109 ] |
| 2002 | 互动艺术与科学学会 | 第六屆互動成就獎                 | 年度主機動作/冒險遊戲 主機遊戲傑出創新獎 音效設計傑出成就獎 視覺工程傑出成就獎 | 提名 | [ 109 ] |
| 2003 | 互动艺术与科学学会 | 第七屆互動成就獎                 | 男性角色表演傑出成就獎 (麥可·艾朗賽德飾演山姆·費雪)                            | 提名 | [ 110 ] |
| 2002 | IGN                | 最佳年度遊戲                     | xbox類別                                                                       | 獲獎 | [ 111 ] |
| 2002 | IGN                | 最佳圖像                         | xbox類別                                                                       | 獲獎 | [ 112 ] |
| 2002 | IGN                | 年度最佳遊戲                     | 總評                                                                           | 提名 | [ 113 ] |
| 2003 | Spike TV           | 斯派克电子游戏大奖               | 最佳掌機遊戲                                                                   | 獲獎 | [ 114 ] |
| 2002 | GameSpot           | 最佳圖像(技術) 最佳動作冒險遊戲  | xbox類別                                                                       | 獲獎 | [ 115 ] |
| 2002 | GameSpot           | 最佳音效 最佳圖像(藝術) 年度遊戲 | xbox類別                                                                       | 提名 | [ 115 ] |

《縱橫諜海》在《電腦遊戲雜誌》評選的2003年十大最佳遊戲中名列第二。

## 重製版
2021年12月15日，育碧宣布由育碧多伦多使用Snowdrop引擎重製該遊戲，這個引擎也是《湯姆克蘭西：全境封鎖》和《阿凡達：潘朵拉邊境》背後的遊戲引擎。

## 註解
1. ↑  上海育碧負責開發了PlayStation 2和GameCube的移植版本,而Gameloft則開發了Game Boy Advance、手機和N-Gage的改編版。i5works則負責Mac OS X的移植工作。[1]

## 外部連結
- Official website via Internet Archive
- 莫比游戏上的《Tom Clancy's Splinter Cell》（英文）
- 莫比游戏上的《Tom Clancy's Splinter Cell (Game Boy Advance, N-Gage)》（英文）